# Masdevallia cyclotega
Masdevallia cyclotega là một loài thực vật có hoa trong họ Lan. Loài này được Königer mô tả khoa học đầu tiên năm 1981.